# Gauge (jeu vidéo)
Pour les articles homonymes, voir Gauge.
Gauge est un jeu vidéo d'action développé par Étienne Périn, sorti en 2012 sur iOS et en 2014 sur Windows.

## Accueil
- TouchArcade (iOS) : 4/5[1]
- Canard PC (Windows) : 9/10[2]